# 聖騎士
聖騎士（Paladin）或稱「聖武士」，在歐洲歷史上是指公元800年前後跟隨查理曼東征西討的十二位勇士。查理曼故事在基督教的正史裡廣為流傳，其中夾雜了很多有關神話魔法、愛情等的故事，查理曼的禁衛部隊和近身侍臣都是受封的騎士。他们首先出现在早期的武功歌，例如《罗兰之歌》，代表基督徒勇士对抗撒拉森人部落，之後聖騎士成為古代傳奇文学的主流歌頌對象，並参考諸多史實戰役加以改編，彰顯勇敢與犧牲精神的騎士文學蔚為風潮、歷久不衰。

## 词源
圣骑士，即帕拉丁词汇的最早记录为英语paladin，约为1592年，出现在塞缪尔·丹尼尔（Samuel Daniel）的诗篇当中。它来自法语paladin，后者来源於拉丁语palatius。指羅馬七丘之一的帕拉丁山，山上有帝国宫殿。欧洲语言的宮殿一词也有相同的词源。
随着时间的推移，该词变为指代帝国或朝廷的高级官员。在中世纪欧洲，palatine（“行宫伯爵”）一词也有类似的演变。
到了十三世纪，词汇在欧洲语言中特指查理曼的勇士；最早的是意大利语paladino。现代法语也有paladin，西班牙语有paladín或paladino（显示出从法语和意大利语的演变），德语也有Paladin。词汇“paladin”可以引申指称其他的骑士英雄如亚瑟王圆桌骑士的勇士们。
圣骑士也指支持在三十年战争新教腓特烈五世的勇士。

## 历史

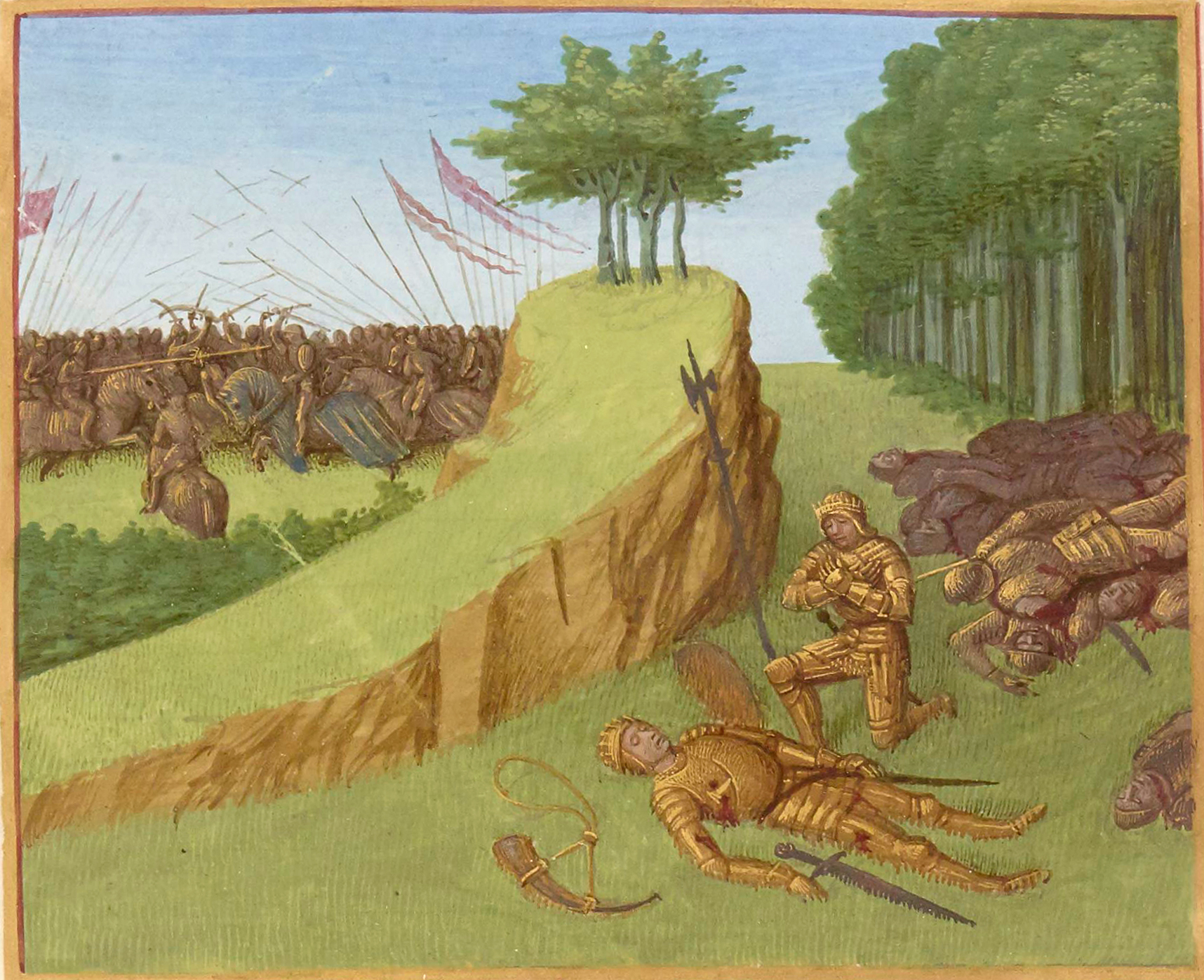
奥雷亚加之战中罗兰阵亡，十五世纪手稿

最早出现的圣骑士不是查理曼的同僚，而是他的仆人羅蘭。罗兰在歷史上確有其人，曾出现在查理曼传记人艾因哈德的笔下，关于他的其他故事就不得而知了。在十二世纪末，圣骑士依据圆桌会议的形式向国王汇报；对他们最早的传奇描绘是斐埃拉布拉（Fierabras），时间约为1170左右。十二勇士的名字根据传奇的不同而不同，有时人数会超过十二人。所有查理曼的圣骑士故事都有罗兰和奥利佛的故事；其他常常出现的人物包括杜平大主教（Archbishop Turpin）、丹麦人俄吉、 波尔多的霍恩（Huon of Bordeaux）、斐埃拉布拉、蒙托邦的雷诺（Renaud de Montauban）、和冈隆（Ganelon）。
圣骑士的形象深入许多《武功歌》、以及与查理曼有关的故事当中。上述提及的斐埃拉布拉是撒拉森巨人，他夺回了圣物，归还给罗马，皈依了天主教，之后被收编。在《查理曼朝圣》（或《查理曼的耶路撒冷和君士坦丁堡之旅》）（Le Pèlerinage de Charlemagne），他们护送国王前往耶路撒冷和君士坦丁堡朝圣，胜过了拜占庭皇帝雨果。然而，《罗兰之歌》才是他们最辉煌的时刻，描绘了他们保护查理曼抵御安达卢斯的撒拉森人，和因冈隆背叛所导致他们在奥雷亚加战役中的牺牲。《罗兰之歌》列出了十二个圣骑士，包括查理曼的侄子，圣骑士首领罗兰；罗兰的朋友和同僚奥利佛等人。其他人物以被认为是诗篇中的成员，如杜平大主教和丹麦人俄吉等。
意大利文艺复兴作家博亚尔多和阿里奥斯托的作品流传深广，受到莎士比亚的尊重，对后世圣骑士文学、诗歌、传奇等贡献巨大。他们的作品《热恋的罗兰》、《疯狂的罗兰》将圣骑士推入更为奇幻的冒险当中。其中，圣骑士名单各不相同，但人数都保持在数字十二上。博亚尔多和阿里奥斯托的圣骑士是：
1. 查理曼的侄子、圣骑士首领罗兰；
2. 罗兰的对头奥利佛；
3. 斐埃拉布拉；
4. 奥利佛的侄子阿斯托爾福（Astolfo）；
5. 俄吉；
6. 叛徒冈隆，后者出现在但丁的《神曲》当中；[7]
7. 里纳尔多（Renaud de Montauban）；
8. 巫师马格里斯（Maugris）；
9. 奥兰多的朋友弗洛里斯马特（Florismart）；
10. 布戈尼（Guy de Bourgogne）；
11. 纳莫斯（Naimon或Namus），查理曼的顾问，巴伐利亚公爵；
12. 奥图尔（Otuel）。

意大利奥兰多斯（Orlandos）在随后的几个世纪当中给许多作曲家带来了灵感，创作了许多關於聖騎士的歌剧和音乐作品。後來查理曼文学衰落，在十九世纪時由一群浪漫主义者和维多利亚诗人、作家、艺术家們創作出亞瑟王傳奇，騎士文學再度復興，而亞瑟王的爆紅和受歡迎程度讓原為故事主角的查理曼和他的建國班底徹底被人們淡忘，改由虛構的亞瑟王傳承「聖騎士」忠勇剛毅的精神。